# Rufus Sewell
Rufus Frederik Sewell (Londres, 29 de outubro de 1967) é um ator inglês. No cinema, participou em filmes como Hamlet, Dangerous Beauty, Dark City (1998), A Knight's Tale, The Illusionist, Tristan & Isolde e The Tourist. Na televisão, teve papéis de destaque em séries como Zen, The Pillars of the Earth, The Man in the High Castle e Victoria. Atualmente interpreta Hal Wyler na série de grande sucesso da Netflix, The Diplomat (2023-).
Venceu um prémio Olivier em 2008 pelo seu trabalho na peça Rock’n’Roll de Tom Stoppard.

## Biografia
Rufus Sewell nasceu em Twickenham, no bairro de Richmond upon Thames, no Sudoeste de Londres, filho de William, um animador australiano, e de Jo Sewell, uma artista e empregada de mesa galesa. O seu pai trabalhou na animação da secção "Lucy in the Sky With Diamonds" dos filme Yellow Submarine dos The Beatles. Os seus pais divorciaram-se quando Rufus tinha cinco anos e a sua mãe trabalhou para sustentar os seus dois filhos. O pai de Rufus morreu quando ele tinha 10 anos. Rufus diz que foi um adolescente difícil.
Frequentou a Orleans Park School, uma escola pública em Twickenham, antes de ingressar na West Thames College, onde um professor o aconselhou a candidatar-se a uma escola de representação. Rufus acabou por frequentar a Central School of Speech and Drama em Londres.
Rufus já foi casado duas vezes. A sua primeira mulher foi a jornalista de moda australiana Yasmin Abdallah, os dois casaram-se em 1999 e divorciaram-se algumas semanas mais tarde. A sua segunda mulher foi a argumentista e produtora Amy Gardner, com quem casou em 2004, os dois têm um filho, William Douglas Sewell (nascido em 2002). O casal separou-se em 2006. Rufus tem ainda uma filha, fruto de outra relação. Namorou com a atriz Alice Eve entre 2006 e 2008.

## Carreira
Depois de terminar o curso de representação, Rufus conseguiu um agente através da atriz Judi Dench, que tinha encenado uma peça onde ele participou na Central School of Speech and Drama. Em 1993 teve o seu primeiro papel de destaque ao protagonizar o filme de Michael Winner, Dirty Weekend. Ainda em 1993, o ator protagonizou a série Middlemarch da BBC, baseada no romance homónimo de George Eliot. Foi ainda protagonista da peça Arcadia do dramaturgo Tom Stoppard, apresentada no National Theatre. Este trabalho valeu-lhe uma nomeação os prémios Olivier.
Nos anos seguintes, Rufus teve papéis de destaque em projetos como o filme de comédia Cold Comfort Farm do realizador John Schlesinger, no filme de ficção científica Dark City, no filme biográfico Amazing Grace, The Illusionist e na comédia romântica The Holiday de Nancy Meyers. Rufus é ainda conhecido pelos seus papéis de vilão em filmes como A Knight's Tale, The Legend of Zorro e Bless the Child, apesar de o ator não se mostrar muito satisfeito por ser escolhido muitas vezes para este tipo de papel: "Não quero voltar a interpretar o mau da fita". Rufus mostrou-te também descontente por muitos dos seus projetos serem de época: "Toda a gente tem a sua cruz. A minha é tentar fazer tipos do século XIX parecerem diferentes e interessantes".
Em 2003, Rufus recebeu elogios da crítica pelo seu papel do rei Carlos II na série da BBC, Charles II: The Power and the Passion. A série conta com Ian McDiarmid, Helen McCrory, Rupert Graves e Shirley Henderson no elenco e segue a vida do rei desde os seus últimos dias de exílio até à sua morte. Dois anos depois, Rufus conseguiu uma nomeação para os prémios BAFTA TV pelo seu trabalho na série ShakespeaRe-Told, que adaptou várias peças de William Shakespeare ao mundo moderno. O episódio de Rufus, The Taming of the Shrew, deslocou a ação de Pádua no século XVII, para Londres no século XXI.
Entre junho e novembro de 2006, Rufus protagonizou a peça Rock 'n' Roll do dramaturgo Tom Stoppard no Royal Court Theatre e, mais tarde, no Duke of York's Theatre. A peça foi um grande sucesso com o público e a crítica e valeu vários prémios ao ator, incluindo o prémio Olivier de Melhor Ator.
Em 2008, participou na minissérie John Adams da HBO no papel de Alexander Hamilton. Nesse ano, o filme que o ator protagoniza, Downloading Nancy, foi alvo de controvérsia na sua estreia no Festival de Cinema de Sundance, quando uma grande parte do público abandonou a sala onde estava a ser exibido. Um crítico descreveu o filme como "uma peça repugnante e mórbida de psico-sadomasoquismo", porém, Rufus defende o filme e diz-se orgulhoso por ter participado nele.
Em 2010, o ator protagonizou a série da CBS, Eleventh Hour, no papel de Dr. Jacob Hood. Ainda nesse ano, foi um dos protagonistas da minissérie The Pillars of the Earth, uma adaptação da Starz do romance homónimo de Ken Follet, onde interpretou o papel de Tom Builder. Em 2011, foi o protagonista da série Zen da BBC One, no papel do detetive italiano Aurelio Zen. Os três episódios da série foram filmados em Roma e esta foi cancelada após apenas uma temporada.
Outros projetos de destaque do ator no cinema incluem uma pequena participação no filme The Tourist, protagonizado por Johnny Depp e Angelina Jolie; Abraham Lincoln: Vampire Hunter, onde interpretou o papel de Adam, o líder dos vampiros; Hercules, onde interpretou o vilão Autólico e Gods of Egypt, onde interpretou Urshu.
De 2014 a 2019 foi um dos protagonistas da série The Man in the High Castle, no papel de Obergruppenführer Smith. A série, baseada no romance homónimo de Philip K. Dick, mostra uma versão alternativa da História onde as Potências do Eixo venceram a Segunda Guerra Mundial e dividiram os Estados Unidos em duas potências: o Grande Reich Nazi e os Estados Pacíficos do Japão.
Em 2016, participou em vários episódios da série Victoria, transmitida pelo canal ITV, no papel de Lord Melbourne, o Primeiro-Ministro do Reino Unido em poder na altura em que a rainha Vitória assumiu o trono.
Atualmente interpreta Hal Wyler na série de grande sucesso da Netflix, The Diplomat (2023-).

## Filmografia
- 2023 - The Diplomat (Netflix) (renovada para terceira temporada)
- 2019 - Judy
- 2016 - Gods of Egypt
- 2015 - Man In The High Castle
- 2014 - Hércules
- 2012 - Abraham Lincoln: Vampire Hunter
- 2010 - O Turista
- 2010 - Os Pilares da Terra (The Pillars of the Earth)
- 2008 - Espíritos Condenados
- 2008 - The Eleventh Hour
- 2006 - O amor não tira férias (Holiday, The)
- 2006 - Amazing Grace
- 2006 - O ilusionista (Illusionist, The)
- 2006 - Paris, Te Amo (Paris, je t'aime)
- 2006 - Tristão & Isolda (Tristan + Isolde)
- 2005 - The Legend of Zorro
- 2005 - A megera domada (Taming of the shrew, The) (TV)
- 2003 - Charles II: The power & the passion (TV)
- 2003 - Victoria Station (curta-metragem)
- 2003- Prison break (TV)
- 2003 - Helena de Tróia - Paixão e guerra (Helen of Troy) (TV)
- 2002 - Desafio radical (Extreme ops)
- 2001 - A criatura da destruição (Mermaid chronicles part 1: Sea creature) (TV)
- 2001 - Coração de cavaleiro (A knight's tale)
- 2000 - Filha da luz (Bless the child)
- 2000 - As mil e uma noites (Arabian knights) (TV)
- 1999 - In a Savage Land
- 1998 - At Sachem Farm
- 1998 - Illuminata (Illuminata)
- 1998 - Mero acaso (Martha meet Frank, Daniel and Laurence)
- 1998 - Dark City
- 1998 - Em luta pelo amor (Dangerous beauty)
- 1997 - Woodlanders, The
- 1996 - Hamlet (Hamlet)
- 1995 - Carrington - Dias de paixão (Carrington)
- 1995 - Cold Comfort Farm
- 1995 - King Henry IV (TV)
- 1995 - Victory
- 1994 - A Man of No Importance
- 1994 - Citizen Locke (TV)
- 1994 - Middlemarch (TV)
- 1994 - A night with a woman, a day with Charlie (TV) (curta-metragem)
- 1993 - Beleza fatal (Dirty weekend)
- 1993 - Dirtysomething (TV)
- 1991 - Uma mulher aos 21 anos (Twenty-one)
- 1991 - Last romantics, The (TV)